# Magomed Ramazanov
Magomed Eldarovich Ramazanov (Dagestan, 22 de maio de 1993) é um lutador de estilo-livre búlgaro.

## Carreira
Magomed Ramazanov nasceu na pequena vila de Oktyaborskoe, localizada perto de Khasavyurt. Ele começou a treinar luta livre aos sete anos de idade e treinou em diferentes lugares: em Astrakhan com Khaibula Abdulaev e em Moscou com Ikhaku Gaiderbekov. A primeira grande conquista veio para ele no Ziolkowski International 2018 na categoria 79 kg, onde ficou em 1º lugar e não cedeu um único ponto. Na partida final, ele derrotou o atleta olímpico georgiano de 2012 Davit Khutsishvili. No Campeonato Russo de 2019, ele ficou em 3º lugar, e em agosto de 2019 no torneio Alexander Medved em Minsk, ele ganhou uma medalha de ouro. No Golden Grand Prix Ivan Yarygin 2020, ele ficou em primeiro lugar; na partida final, ele derrotou o medalhista de bronze do Campeonato Mundial de 2018, Akhmed Gadzhimagomedov, da Rússia. No Campeonato Europeu de 2020, ele enfrentou o compatriota Magomedkhabib Kadimagomedov na partida final, onde perdeu por decisão. Ele competiu no Torneio de Qualificação Olímpica de Luta Livre Europeia de 2024 em Baku, Azerbaijão, na esperança de se classificar para as Olimpíadas de Verão de 2024 em Paris, França. Ele foi eliminado em sua segunda partida e não se classificou para as Olimpíadas. Um mês depois, ele ganhou uma vaga de cota para a Bulgária para as Olimpíadas no Torneio de Qualificação Olímpica de Luta Livre Mundial de 2024, realizado em Istambul, Turquia. Ramazanov entrou em sua primeira competição olímpica nas Olimpíadas de Verão de 2024 em Paris, França. Ele derrotou o maior favorito Hassan Yazdani por 7 a 1 na partida final da luta livre masculina de 86 kg e ganhou a medalha de ouro. Esta foi a primeira medalha de ouro olímpica na luta livre para a Bulgária em 28 anos.
Ramazanov representa o clube de luta livre CSKA, sediado em Moscou, desde 2019, sob o comando do treinador de luta livre Vadim Biyaz.